# Ludwig Fischer (Botaniker)

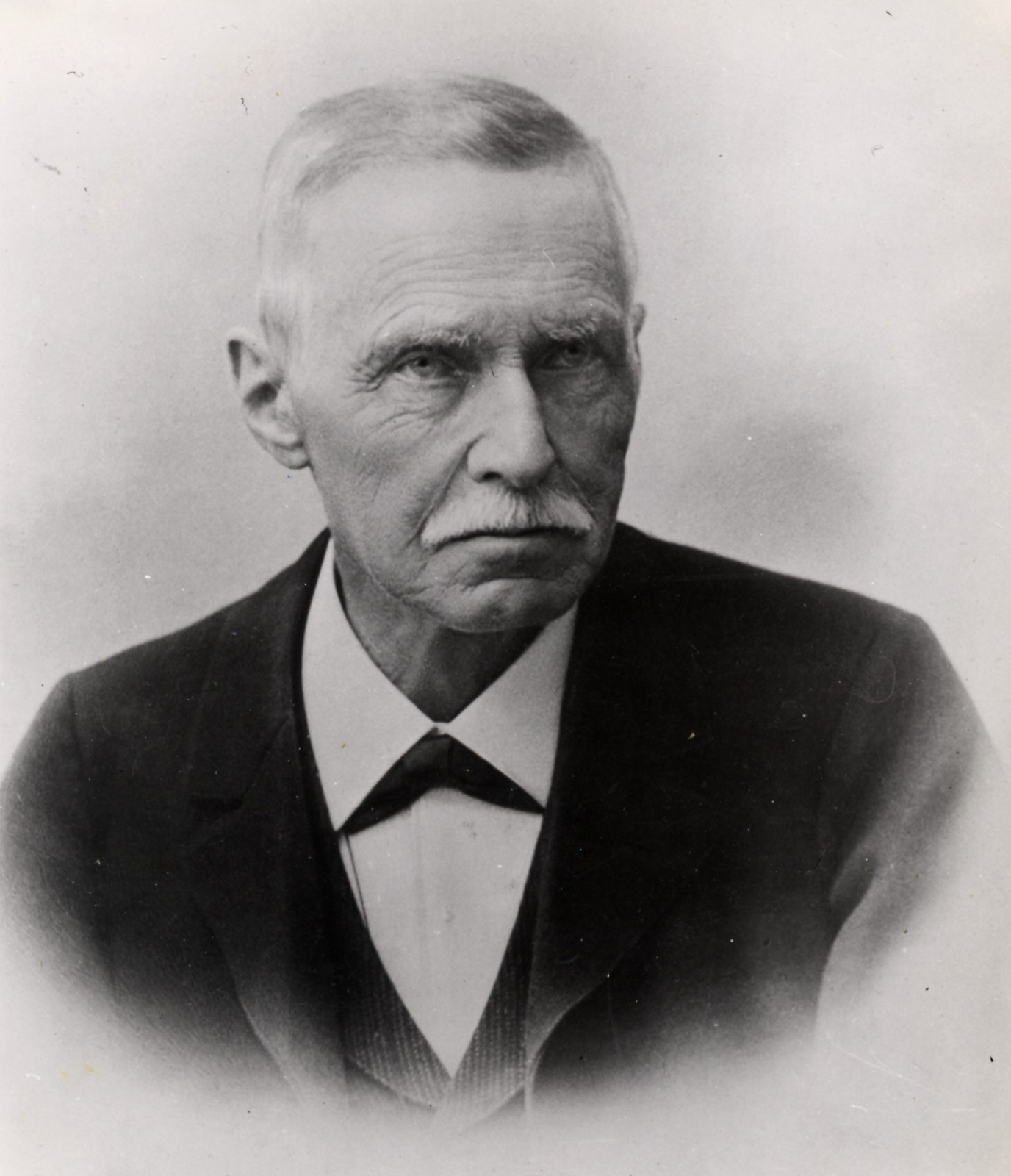
Ludwig Fischer

Emanuel Friedrich Ludwig Fischer (* 31. Januar 1828 in Bern; † 21. Mai 1907 ebenda) war ein Schweizer Botaniker.
Sein botanisches Autorenkürzel lautet «L.Fisch».

## Leben
Ludwig Fischer wurde am 31. Januar 1828 als Sohn des Postdirektors Gottlieb Ludwig Fischer und der Henriette, geborene von Graffenried, in Bern geboren. Er war ein Urenkel des Postdirektors Gottlieb Fischer. Fischer absolvierte eine Ausbildung zum Apotheker in Besigheim, Genf und an der Universität Bern, an der er 1852 das Staatsexamen ablegte. Danach studierte er Botanik in Jena, Berlin und Zürich, wo er 1852 promoviert wurde. Daraufhin wirkte er sieben Jahre als Privatdozent an der Universität Bern, bis er 1860 zum Direktor des Botanischen Gartens sowie zum ausserordentlichen Professor ernannt wurde. Zuletzt lehrte er in den Jahren 1863 bis 1897 als Ordinarius für Botanik. Er verstarb am 21. Mai 1907 im Alter von 79 Jahren in Bern.

### Familie
Im Jahre 1860 heiratete Fischer die zwölf Jahre jüngere Mathilde Berri, Tochter des Melchior Berri und Nichte des Jacob Burckhardt. Aus dieser Ehe gingen unter anderem der Mykologe Eduard Fischer, Vater von Kurt von Fischer, und der Pfarrer Gottlieb Albrecht Fischer (1874–1926), Vater von Hermann von Fischer, hervor.

## Wirken
Ludwig Fischer galt als hingebungsvoller Lehrer und als guter Kryptogamenforscher, speziell im Bereich Algen, Pilze, Flechten, Moose und Farne. Sein Bestimmungsbuch Taschenbuch der Flora von Bern von 1855 bearbeitete und erweiterte er durch sieben Auflagen bis 1903. Sein Beitrag zur Pflanzengeografie, das Verzeichnis der Phanerogamen und Gefässkryptogamen des Berner-Oberlandes und der Umgebung von Thun von 1862, erschien 1876 nochmals in stark erweiterter Fassung.

## Archiv
- Systematisch-Geobotanisches Institut, Bern (Materialien zum Werk).